# Winthemia sexualis
Winthemia sexualis là một loài ruồi trong họ Tachinidae.